# メディミックス
メディミックス（Medimix）は、インドのチェンナイに本拠地を置くCholayil Private Limitedが展開するスキンケアブランド。特にアーユルヴェーダ石鹸が有名。1969年にインド鉄道の医師だったV.P.シドナムが鉄道労働者の皮膚病に対する治療として発明し、現在はインドで最も売れている石鹸となっている。
日本でも2020年よりハイローズ株式会社を正規取扱店として国内でも店頭に並ぶようになっている。